# 이다영 (1996년)
이다영(李多英, 1996년 10월 15일 ~ )은  대한민국의 여자 배구 선수로 현재 루마니아 여자 배구 리그의 라피드 부쿠레슈티에서 활동 중이다.
중학교 재학 시절 발생한 학교폭력으로 대한민국 여자 배구 국가대표팀에서 퇴출당했고 국가대표 선수 자격 영구 실격이라는 중징계를 받았다. 

## 생애
스포츠인 2세 출신으로 1988년 하계 올림픽 육상 경기(해머던지기) 국가대표 선수 출신인 이주형 익산시청 육상팀 감독과 1988년 서울올림픽 여자 배구 국가대표팀에서 세터로 활약했던 김경희 선수 사이에서 태어난 쌍둥이 딸 중 동생이다. 이다영은 언니 이재영보다 5분 늦게 태어났다.
선명여자고등학교 재학 시절부터 쌍둥이 언니인 이재영와 함께 소속팀의 주전으로 활약하였다. 성인 대표팀에도 뽑힐 만큼 잠재력이 컸다.
2014-2015시즌 신인드래프트에서 쌍둥이 언니인 이재영이 전체 1순위로 인천 흥국생명 핑크스파이더스에 지명이 되고 바로 다음 순번인 전체 2순위로 수원 현대건설 힐스테이트에 입단하였다. 입단 후 팀에 확실한 주전 세터이자 국가대표 세터인 염혜선이 버티고 있어 백업 세터로 출장하는 데에 그쳤다. 하지만 2016-2017시즌이 끝나고 주전세터였던 염혜선이 FA로 화성 IBK기업은행 알토스로 이적하자 바로 주전 세터 자리를 꿰찼다. 주전세터로 시작한 2017-2018시즌에는 여자부 세터 중에서 가장 눈에 띄는 활약을 하고 있다. 1라운드 MVP로 선정되기도 하였다.
2019-2020 시즌이 끝난 후 FA 자격을 취득했으며, 쌍둥이 언니인 이재영의 소속팀인 인천 흥국생명 핑크스파이더스와 FA 계약을 맺으면서 언니인 이재영과 함께 같은 팀에 뛰게 되었다. 
계약 기간은 3년, 계약금 4억, 연봉 3억, 옵션 1억원까지 포함해 총액 12억원의 조건이다.

## 학력
- 전주중산초등학교
- 전주근영중학교(전학) → 경해여자중학교
- 선명여자고등학교 (2012년 입학 ~ 2015년 졸업)

## 가족 관계
- 아버지 : 이주형 - 1986년 서울 아시안 게임 육상 필드 종목(해머던지기) 국가대표 출신
- 어머니 : 김경희 - 1988년 서울 올림픽 여자 배구 국가대표(세터) 출신
- 언니 : 펜싱선수 이연선
- 쌍둥이 언니 : 이재영 - 쌍둥이 언니. 2014 V-리그 신인 드래프트 1라운드 1순위. 現 인천 흥국생명 핑크스파이더스 레프트
- 남동생 : 배구선수 이재현 (현재 남성고 재학중, 배구부에서 활동중)
- 남편 : (이혼 소송 보도[2]로 알려짐.)

## 국가대표 경력
- 2012 아시아 주니어선수권대회
- 2013 아시아 여자배구선수권대회
- 2014 아시아 주니어선수권대회
- 2014 FIVB 월드 그랑프리
- 2014 AVC컵
- 2014 인천아시안게임
- 2015 FIVB 월드컵
- 2018 FIVB 발리볼네이션스리그
- 2018 자카르타아시안게임
- 2020 도쿄월드컵 예선전

## 수상 내역
- 2014 아시아 주니어선수권대회 베스트 세터상
- NH농협 2014-2015 V-리그 올스타세레머니상
- NH농협 2015-2016 V-리그 베스트드레서상
- NH농협 2015-2016 V-리그 올스타세레머니상
- 도드람 2017-2018 V-리그 1ROUND MVP
- 도드람 2017-2018 V-리그 올스타전 MVP
- 도드람 2017-2018 V-리그 베스트7부분 세터상
- 도드람 2018-2019 V-리그 베스트7부분 세터상